# كاروفينيو
كاروفينيو (بالإيطالية: Carovigno)‏ هي بلدية في مقاطعة برينديزي في إقليم بوليا الإيطالي.

## السكان
في سنة 1861 بلغ عدد السكان 4٬272 نسمة، وتطور العدد ليصل في سنة 2017 لـ 17٬120 نسمة.
يظهر هذا المخطط البياني تطور النمو السكاني لـ كاروفينيو

## توأمة
لكاروفينيو اتفاقيات توأمة مع:
- كورفو